# Slag om het Beverhoutsveld

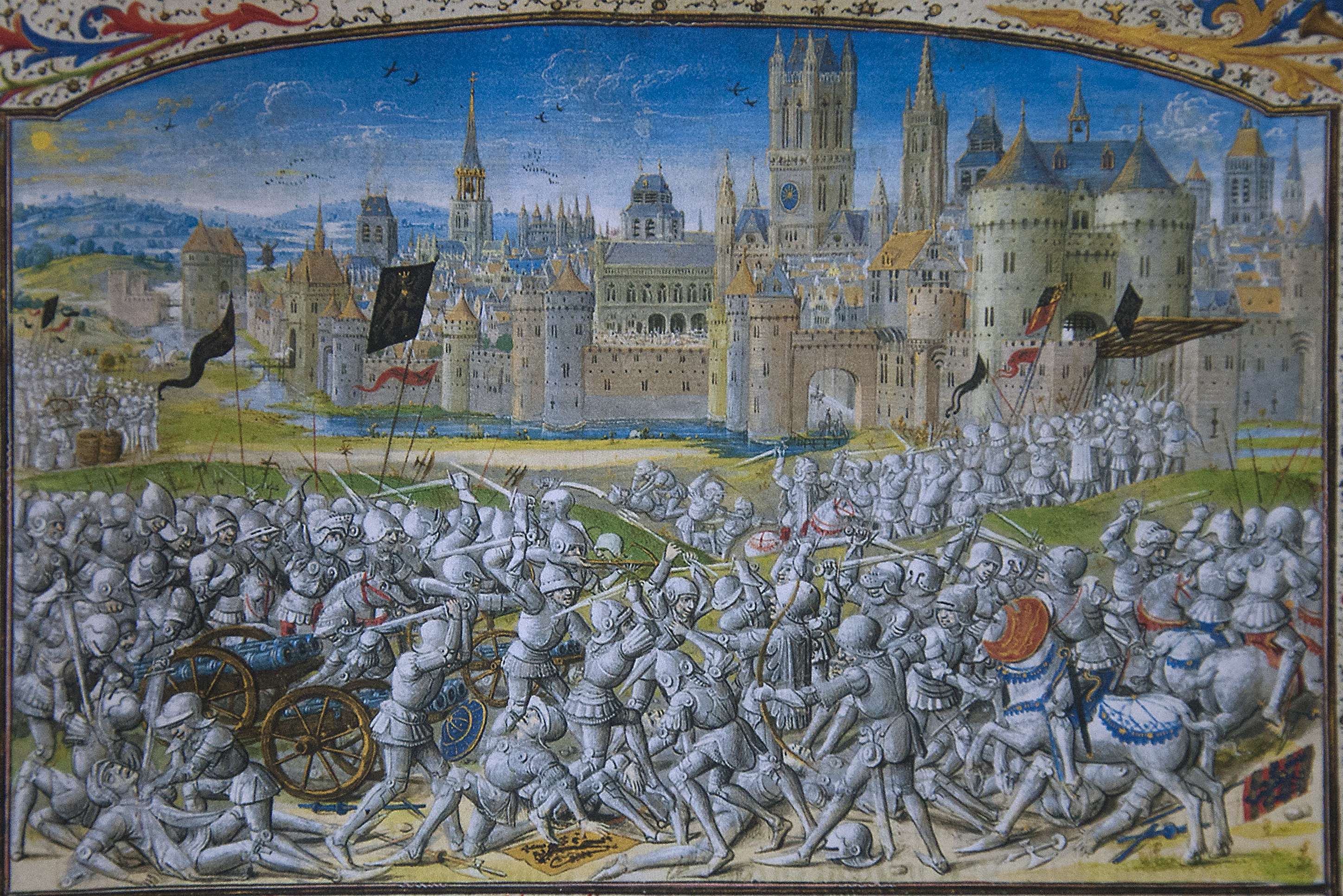
Slag op het Beverhoutsveld in de chroniques van Jean Froissart (Berlin Staatsbibliothek, Preussischer Kulturbesitz / 15e eeuw) met de Gentenaars onder de zwarte vlag met witte leeuw

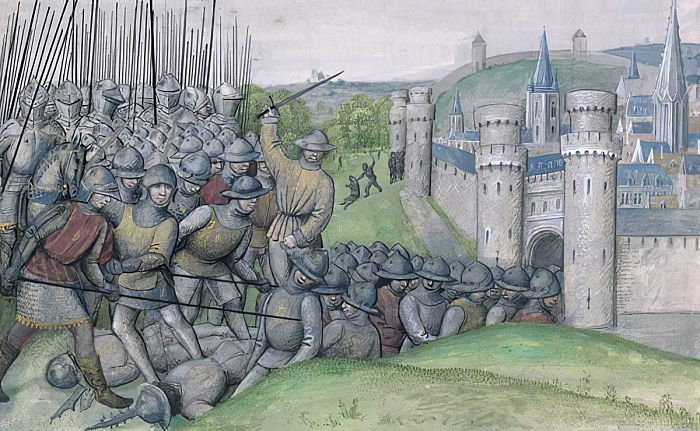
Het treffen op een miniatuur uit 1477

De Slag om het Beverhoutsveld werd op 3 mei 1382 geleverd op de grens van Beernem, Oostkamp en Assebroek. Het was een belangrijke fase in de opstand van Gent onder leiding van Filips van Artevelde tegen Lodewijk II van Male, graaf van Vlaanderen. Bij deze slag werd voor het eerst in Europa ook succesvol gebruik gemaakt van buskruit.
Het kanaal Gent-Brugge behoort tot de oudste scheepvaartwegen van het land. Tussen Brugge en Beernem werd hiervoor een natuurlijke waterloop, de Zuidleie of Brugse Leie uitgediept. Het was om dit kanaal dat de Bruggelingen en Gentenaars slaags raakten.

## Verslag uitExcellente cronike van Vlaenderen(15e eeuw)
"Hier volgt de strijd op het Beverhoutsveld. In het jaar des Heren 1382 omstreeks Pasen hadden die van Gent geen graan, en gedwongen door voedselgebrek hadden ze vurig maar op nederige wijze om vrede verzocht. In verband daarmee beval Filips van Artevelde, de opperruwaard, dat ze hem moesten volgen naar Brugge, waar graaf Lodewijk verbleef en ze zetten op hun mouw: ‘Help God en die hem volgen.’ Op 3 mei bereikten ze in alle vroegte het Beverhoutsveld. Na de middag meldden die van Brugge dit aan graaf Lodewijk van Vlaanderen. Ze wilden er weldra op uit trekken, die van Gent tegemoet, om met hen te vechten, maar heer Heulaert van Poucke en nog anderen uit de raad van de vorst adviseerden ervan af te zien omdat het volk zeer vermoeid was door de Heilig Bloedprocessie, omdat er veel vreemd volk was binnen de stad en omdat velen stevig hadden gedronken. (…)
Deze raad beviel de Bruggelingen niet en zonder overleg en zonder enige leider die hen kon aanvoeren, liepen ze volstrekt wanordelijk de Gentpoort uit in troepjes van twaalf of zestien of twintig personen. Sommigen waren stomdronken, anderen stevig aangeschoten, waardoor ze nauwelijks tot iets in staat waren. En zo werden ze een voor een door de Gentenaren doodgeslagen, als kuikens, zonder enige geestkracht of verweer, want die van Gent omsingelden telkens groepjes van dezelfde omvang als die waarin ze er zelf op uitgetrokken waren. En die van Gent naderden steeds dichter tot Brugge.
Omstreeks het einde van de middag trok mijn heer Heulaert van Poucke eropuit met het banier van de graaf, naar Assebroek. Daar werd op grote schaal zwaar gevochten, en uiteindelijk werd de heer van Poucke verslagen met het grootste deel van zijn gevolg. Hierdoor kwamen die van Gent in de duisternis van de avond Brugge binnen door de Gentpoort, die ze open aantroffen. Zo trokken ze op naar de markt, waarbij niemand hun tegenstand bood. Daar aangekomen verdeelden ze zich over twee groepen. De ene helft bleef de markt bewaken, de andere helft trok van straat tot straat. Filips van Artevelde bleef op de markt voor het Belfort wachten en de anderen helft trok naar de Beurs, de Grauwwerkersstraat, de Sint-Jacobsstraat en de Oude Zak en sloeg daar iedereen dood die op hun weg kwam…
Bijna was de graaf Lodewijk zelf vermoord in de Sint-Amandsstraat door de knapen van heer Simon Cokermoes, als niet een paar van zijn mannen dit verhinderd hadden. Daarom vluchtte de graaf Lodewijk Brugge uit. Hij werd in een klein bootje bij de brug over het Minnewater, tot buiten de vestingwerken gebracht. Daar besteeg hij een merrie en reed naar Roeselare en verder tot Rijsel."

## Samengevat
Om Gent tot overgave te dwingen had de graaf de belangrijkste toegangswegen tot de stad afgegrendeld. Filips onderhandelde nog met de graaf te Doornik, maar zonder resultaat. De enige uitweg leek Brugge aan te vallen om terug een uitweg naar zee te krijgen.
Van de Bruggelingen werd opgemerkt dat ze onnozel dronken op het slagveld verschenen daags na de Brugse Bloedprocessie. In een korte confrontatie versloeg Filips de Bruggelingen die nauwelijks weerstand boden om dezelfde dag Brugge te bezetten. Lodewijk van Male kon nog ternauwernood vluchten naar Rijsel.
Volgens de overlevering zouden de Gentenaars die dag de draak van de (intussen verdwenen) Brugse Sint-Donaaskathedraal hebben gehaald, om hem als oorlogsbuit triomfantelijk langs de Lieve naar Gent over te brengen om daar het belfort te versieren.

## Na de veldslag
Als gevolg van Filips' overwinning braken in Vlaanderen opstanden uit. Alleen Dendermonde en Oudenaarde bleven trouw aan de graaf. Ook in het buitenland vond dit treffen weerklank. Zo ontstond er oproer in Holland, Leuven, Parijs, Rouen en Amiens.
Filips van Artevelde sneuvelde enkele maanden later in een nieuwe confrontatie met de graaf tijdens de Slag bij Westrozebeke. Lodewijk II van Male zelf sneuvelde even later in 1384 te Sint-Omaars.
Pas in 1613 kon na een akkoord tussen beide steden het kanaal Gent-Brugge gegraven worden. Het werk, in vijf ondernemingen verdeeld, werd aan Noord-Nederlanders toevertrouwd. In 1621 werd de vaart in gebruik gesteld.
Gedenkplaten voor de Slag op het Beverhoutsveld bevinden zich te Beernem op de grens met Oedelem bij herberg "Den Hoorn" en ook aan de Bibliotheekstraat te Gent.